# Vysoká nad Uhom
Vysoká nad Uhom este o comună slovacă, aflată în districtul Michalovce din regiunea Košice. Localitatea se află la altitudinea de 109 m deasupra n.m., se întinde pe o suprafață de 15,35 km2 și în 2017 număra 808 locuitori.

## Istoric
Localitatea Vysoká nad Uhom este atestată documentar din 1214.

## Demografie
| An:                | 1994 | 2004    | 2014   | 2024   |
| ------------------ | ---- | ------- | ------ | ------ |
| Număr de persoane: | 926  | 796     | 811    | 744    |
| Diferență:         |      | −14,03% | +1,88% | −8,26% |

| An:                | 2023 | 2024   |
| ------------------ | ---- | ------ |
| Număr de persoane: | 747  | 744    |
| Diferență:         |      | −0,40% |